# Euphorbia herteri
Euphorbia herteri är en törelväxtart som beskrevs av José Arechavaleta. Euphorbia herteri ingår i släktet törlar, och familjen törelväxter.
Artens utbredningsområde är Uruguay. Inga underarter finns listade i Catalogue of Life.